# Fort Ancient Erdwerk (Lebanon, Ohio)

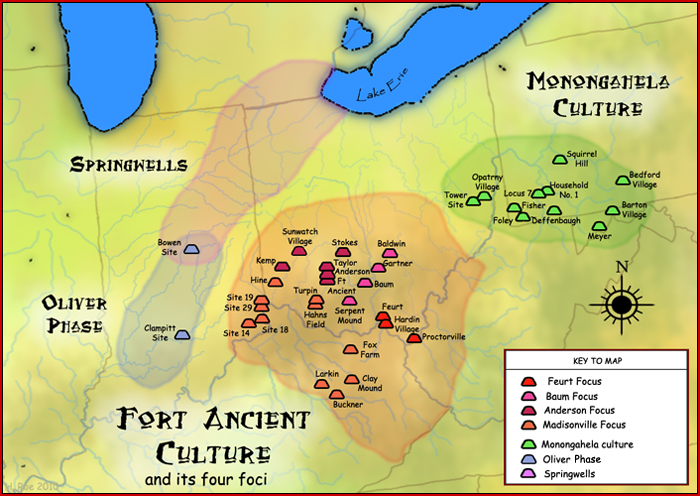
Fort Ancient Kulturregion, mit einigen ihrer wichtigsten Stätten und Nachbarn.

Das Fort Ancient ist ein Erdwerkkomplex amerikanischer Ureinwohner in Washington Township, Warren County, Ohio, am Ostufer des Little Miami River, etwa elf Kilometer südöstlich von Lebanon an der State Route 350. Die Stätte ist die größte prähistorische Hügelbefestigung in den Vereinigten Staaten  mit dreieinhalb Meilen langer Ummauerung in einem 100 Hektar (0,40 km²) großen Komplex. Die von der Hopewell-Kultur errichtete Stätte, welche von 200 v. Chr. bis 400 n. Chr. in dieser Gegend lebte, liegt auf einer bewaldeten Klippe 82 m über dem Little Miami. Sie ist der Namensgeber einer Kultur, die als Fort Ancient bekannt ist und lange nach dem Bau der Anlage in deren Nähe lebte.
Die Anlage wird als staatlicher historischer Park gepflegt und wurde aufgrund ihrer Bedeutung zum National Historic Landmark erklärt. Der Staat Ohio erwarb das Gelände und machte es 1891 zum ersten Staatspark Ohios. Außerdem ist die Anlage Teil der Hopewell Ceremonial Earthworks, einer von 14 Stätten, die im Januar 2008 vom US-Innenministerium für eine mögliche Aufnahme der Vereinigten Staaten in die UNESCO-Liste des Weltkulturerbes nominiert wurden.

## Konstruktion
Das Erdwerk des Fort Ancient wurde in mindestens drei Phasen über einen Zeitraum von schätzungsweise 400 Jahren errichtet. Die Schulterblätter von Hirschen, gespaltene Elchgeweihe, Hacken aus Muschelschalen und Grabstöcke wurden verwendet, um die Erde zu lockern, und Körbe mit einem Gewicht von 35 bis 40 Pfund wurden zum Tragen und Verteilen der Erde beim Bau der Erdwälle benutzt. Archäologen schätzen das Gesamtvolumen der Erde in den Mauern auf 553.000 Kubikyard (423.000 m³).

## Archäologische Forschung
Im Jahr 1809 veröffentlichte das Philadelphia Port Folio die erste Karte und Beschreibung von Fort Ancient.  Die einige Jahre später entstandenen Berichte von Atwater und Warden über den Ort sind fast identisch mit dem Bericht und der Karte von 1809. Die Stätte wurde 1843 von John Locke besucht und vermessen. In ihrer Veröffentlichung "Ancient Monuments of the Mississippi Valley" beschrieben Edwin Hamilton Davis und Ephraim George Squier das Fort Ancient als "eines der umfangreichsten, wenn nicht sogar das umfangreichste (Erd-)Werk (...) im gesamten Westen", was seine Größe betrifft. Warren K. Moorehead führte 1887 einige der ersten Ausgrabungen in Fort Ancient durch und veröffentlichte seine Forschungen 1891 in seinem Buch "Fort Ancient: Great Prehistoric Warren County Ohio". Weitere Forschungen wurden von William C. Mills im Jahr 1908 und von Richard Morgan und Holmes Ellis in den Jahren 1939–1940 durchgeführt.
Zu den aktuellen Studien zählen die folgenden:
- Von 1982 bis zu ihrem frühen Tod im Jahr 1991 führte Patricia Essenpreis eine Reihe von Ausgrabungen durch, zu denen auch die erneute Ausgrabung und Untersuchung der von Richard Morgan durchgeführten Böschungsschnitte gehörte. Diese Ausgrabungen zeigten, dass die Böschungsmauern in mehreren Phasen errichtet wurden und dass am Fuß der Mauern Pfostenstrukturen dokumentiert sind. Außerdem untersuchte sie den Außensporn von Gateway 13, wo sie Hinweise auf die Herstellung von Schaufeln fand. Ihr abschließendes Projekt umfasste die Ausgrabung eines Pflasters und einer Struktur an der Außenseite des Erdwerks in der Nähe des Twin Mound-Komplexes. Hier dokumentierte sie eine dreistufige Kalksteinpflasterung, wobei sich auf der untersten Ebene Haushalts- oder Wohnaktivitäten befanden.[10]
- Von 1987 bis 2006 arbeitete Robert Connolly mit den von Patricia Essenpreis initiierten Forschungsprojekten zusammen und führte sie anschließend fort. Seine erste Arbeit bestand darin, auf der Grundlage von Essenpreis' "Konstruktionskanon" eine "architektonische Grammatik" von Erdbauelementen zu entwickeln, um ihre absichtliche und präzise Platzierung im gesamten Fort Ancient-Komplex zu demonstrieren.[11]  In den Jahren 1995 und 1996 leitete Connolly die Untersuchung der Böschungsmauern und eines großen Innenraums des Nordkastells des Erdwerks im Vorfeld eines Museumsneubaus. Die Ausgrabung der Böschungsmauer bestätigte die Schlussfolgerung von Essenpreis, dass es sich um mehrere Bauebenen handelte, fügte jedoch eine zusätzliche Ebene der Komplexität hinzu, indem sie verschiedene Böden in der Konstruktion, zahlreiche Merkmale unterhalb der Böschungsmauer und eine dreistufige Kalksteinpflasterung an der Außenseite der Mauer, die ein Versteck mit verbrannten Tierknochen enthielt, abwechselte.[12] Die Ausgrabungen im Innenraum des Nordkastells enthüllten das Vorhandensein von 10 Wohngebäuden.[13]
- Ab 2006 führte Robert Riordan Ausgrabungen im Nordkastell des Erdwerkkomplexes durch, die eine komplexe Reihe von Posten und Aktivitätsbereichen zum Vorschein brachten, von denen einige stark verbrannt waren.[14]  Riordan benannte den Moorehead Circle nach dem Archäologen, der die ersten Ausgrabungen an diesem Ort durchführte.

## Zweck

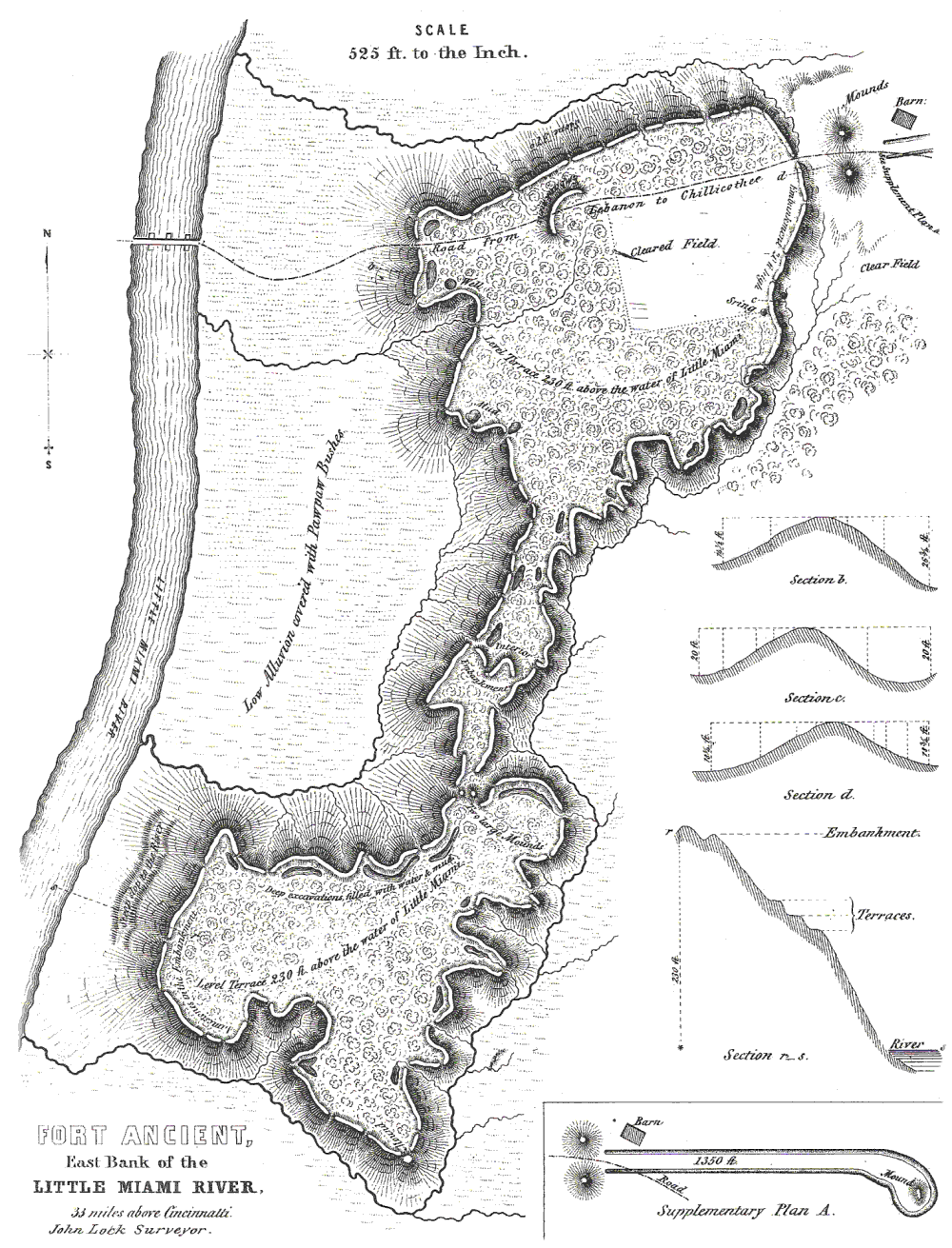
Karte des Fort Ancient Erdwerks, 1843

Einige Archäologen gingen ursprünglich davon aus, dass die Stätte zum Schutz vor Feinden angelegt wurde. Diese Interpretation wurde jedoch inzwischen verworfen, da die Stätte Anomalien aufweist, die mit einer defensiven Nutzung nicht vereinbar sind, etwa folgende Beispiele:
- Die Gräben befinden sich innerhalb der Mauern und nicht außerhalb als Verteidigungsmittel.
- Die 84 Toröffnungen in den Mauern hätten im Falle eines Angriffs nicht verteidigt werden können.
- Es wurden keine Beweise für die Anzahl der Bewohner gefunden, die für eine nennenswerte Verteidigungskraft erforderlich sind.

Auf der Grundlage der gesamten archäologischen Forschung geht die derzeitige funktionale Interpretation davon aus, dass die Mauern für soziale, wirtschaftliche, politische und zeremonielle Zwecke bestimmt waren.  Die Forschung zeigt, dass die Architektur der Stätte auf wichtige astronomische Ereignisse abgestimmt war. In der nordöstlichen Ecke des Komplexes sind vier runde, mit Steinen bedeckte Hügel in einem Quadrat angeordnet. Der südwestliche der vier Hügel diente der Interpretation zufolge als Punkt, der mit Toröffnungen in den Böschungsmauern ausgerichtet war, um bedeutende Sonnen- und Mondereignisse zu markieren.

## Museum
Die Stätte beherbergt nun ein 840 m² großes Museum, das 1.500 Jahre indianisches Erbe im Ohio Valley zeigt. Zu seinen Themen gehören die frühesten Menschen Nordamerikas, die Entwicklung der Landwirtschaft und der Einfluss der Europäer, die in das Gebiet einwanderten und mit den damals dort lebenden Einheimischen in Konflikt gerieten. Das Museum umfasst auch ein Klassenzimmer, einen Forschungsbereich und einen Geschenkeladen.